# Battaglia di Terni
La battaglia di Terni (o di Campomicciolo) fu combattuta dall'esercito della Prima Repubblica francese contro l'esercito del Regno di Napoli nel novembre 1798.

## Contesto storico
L'arrivo di Bonaparte al comando dell'Armata d'Italia aveva definitivamente rotto gli equilibri che avevano caratterizzato gli scontri nell'Italia settentrionale. La sua energia, il suo carisma ed il suo genio militare avevano permesso ai repubblicani di respingere le truppe sabaude ed imperiali, permettendo la nascita di diverse repubbliche nella Pianura Padana e non solo.
Anche lo Stato Pontificio non fu risparmiato dalla campagna del generale corso: invaso in gennaio e febbraio del 1797, dopo aver tentato una breve resistenza a Faenza, fu sconfitto e costretto alla resa.
Il Regno di Napoli era forse l'unica potenza regionale a non essere ancora stata toccata dalla furia dei rivoluzionari: con un trattato del 1796, i Borboni avevano ottenuto una pace con i francesi, impegnandosi, almeno momentaneamente, a limitarsi al ruolo di spettatori.

## Antefatti
La situazione politica in Italia era decisamente delicata. La Francia, che aveva vinto il conflitto ed aveva esportato i propri ideali rivoluzionari, intendeva fare dell'Italia, debole e frammentata, il prossimo obiettivo.
Già pochi mesi dopo la pace con l'Austria, il Direttorio, rappresentato dal generale Joubert, aveva fatto numerose pressioni al regno sabaudo affinché un numeroso contingente francese fosse presente nella cittadella di Torino, capitale dello stato italiano, alimentando il clima di tensione ed inimicandosi ulteriormente la classe politica conservatrice delle altre potenze della penisola.
Ulteriore, e forse decisiva, fonte di conflitto fu la formazione della Repubblica Romana, laddove sorgeva lo Stato Pontificio. Con il pretesto dell'uccisione del generale Duphot, le truppe francesi, sotto il comando di Berthier, penetrarono nello stato papale e, senza quasi resistenza alcuna, marciarono sulla capitale. Il Papa, ostile alla rivoluzione e ai suoi ideali, fu costretto ad abbandonare la città di Roma, privato dei suoi poteri temporali e portato in Francia, dove morì l'anno seguente.

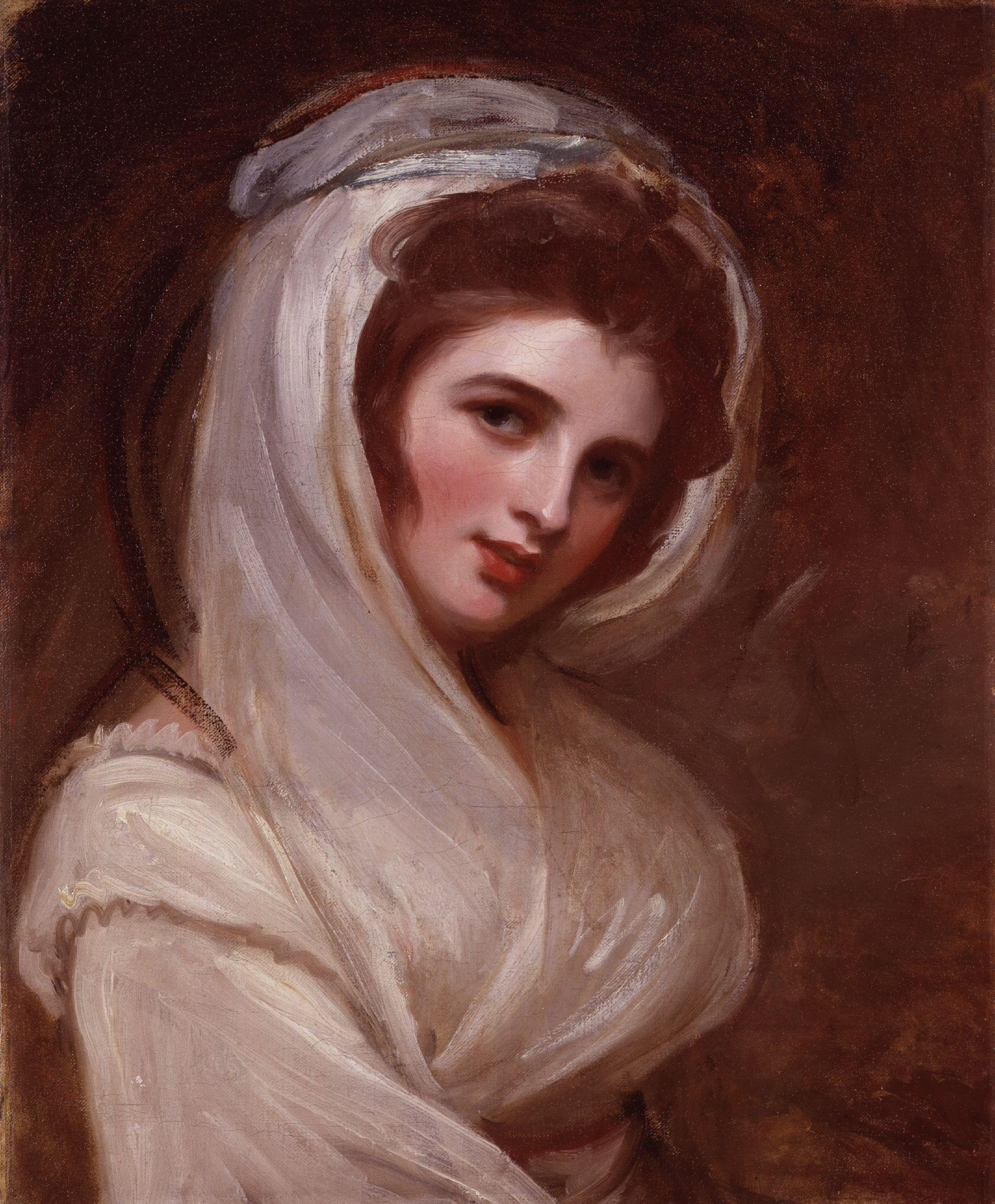
Lady Hamilton, l'amante di Horatio Nelson

I Borboni, alimentati da sentimenti fortemente anti-rivoluzionari e convinti dalle parole di lady Hamilton, si allearono segretamente con l'Austria il 19 maggio 1798 e progettarono di entrare in guerra con i francesi, sotto il pretesto di voler ripristinare il ruolo del Papa come legittimo sovrano.  L'occupazione francese di Malta non fece altro che alimentare la determinazione dei Borboni ad entrare in guerra.
Gli austriaci inviarono il generale Mack, che prese il ruolo di comandante dell'esercito borbonico. Questi mosse guerra contro la Repubblica Romana ed il contingente francese che la difendeva il 23 novembre. I francesi, guidati dai generali MacDonald e Championnet, erano a malapena 8 000 mentre i borbonici quasi il quintuplo.

## La battaglia
La battaglia avvenne tra Terni e Papigno, nel villaggio di Campomicciolo, il 27 novembre 1798, fra le truppe guidate dal generale francese Louis Lemoine, del contingente inviato dalla Francia per sostenere la Repubblica Romana e quelle guidate dal colonnello Sanfilippo, del contingente inviato dal Regno di Napoli per restaurare l'autorità papale.
La forte colonna napoletana, composta da oltre 4 000 soldati e numerosa artiglieria, proveniva dalla città di Rieti, che aveva facilmente occupato, con l'obiettivo di strappare Terni al controllo francese, contando sulla scarsità di equipaggiamento e sull'irrisoria forza numerica della guarnigione.
Il generale Lemoine, in effetti, disponeva di circa 1 500 uomini, ma venne raggiunto dalla mezza brigata del generale Simon Dufresse, proveniente da Spoleto, che riequilibrò le forze in campo, poche ore prima che i napoletani muovessero da Papigno l'attacco su Terni. Invece di arroccarsi nell'inutile difesa della città, impossibile senza artiglieria, Lemoine pensò bene di tentare una sortita attaccando le truppe napoletane durante la marcia, senza curarsi della superiorità di mezzi del nemico. L'effetto sorpresa fu devastante e, dopo un'ora e mezza di combattimento, la colonna napoletana venne messa in rotta e costretta alla fuga disordinata. Rimasero in mano francese carri di vettovaglie e munizioni, tutta l'artiglieria napoletana e quasi 3 000 prigionieri, tra i quali lo stesso Sanfilippo.

## Conseguenze

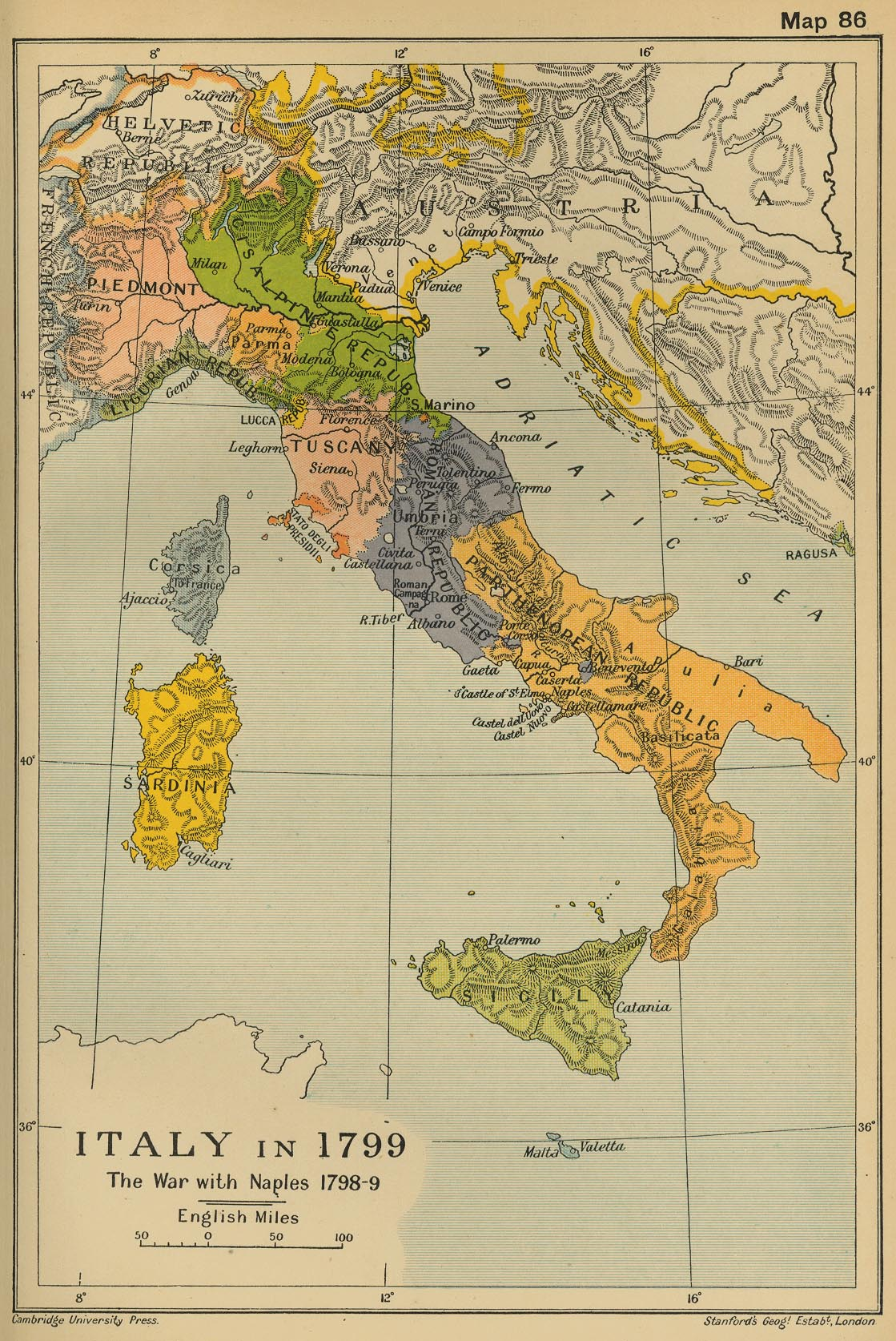
Mappa d'Italia del 1799

Il rientro notturno delle truppe francesi, in una Terni illuminata e parata a festa, venne accolto dalla popolazione acclamante e grata per aver portato lo scontro fuori dalle mura cittadine. Ma il successo fu di breve durata: dopo qualche mese, il 14 agosto 1799, l'arrivo delle truppe austro-russe del generale Gerlanitz, pose fine alla breve esperienza giacobina di Terni.
Nonostante l'ingresso trionfale di Ferdinando IV a Roma il 29 novembre, l'esercito borbonico venne pesantemente respinto dalle forze francesi su quasi tutto il fronte. Nel giro di brevissimo tempo, i napoletani furono costretti ad una ritirata progressivamente sempre più caotica e disorganizzata. Nemmeno un mese dopo, la famiglia reale fu costretta alla fuga in Sicilia.